# Poesele
Poesele is een dorp in de Belgische provincie Oost-Vlaanderen en een deelgemeente van Deinze, het was een zelfstandige gemeente tot aan de gemeentelijke herindeling van 1977. Ten zuiden van de plaats stroomt de Poekebeek.

## Geschiedenis
Een oude vermelding van Poesele gaat terug tot een oorkonde uit 1121 als Poksela. Deze naam is een samensmelting van Poka of de Poekebeek, en sali, een Germaans woord voor een boerenhuis met één kamer (zaal). De heerlijkheid van Poesele behoorde eerst toe aan de familie van Beveren, burggraven van Diksmuide. Vanaf 1284 tot aan het einde van het ancien régime viel het onder de heren van Nevele.
Op 1 januari 1977 werd de toenmalige gemeente Poesele bij Nevele gevoegd. Op 1 januari 2019 werd de gemeente Nevele, inclusief Poesele, op haar beurt met Deinze samengevoegd.

## Demografische ontwikkeling
- Bronnen:NIS, Opm:1831 tot en met 1970=volkstellingen; 1976 = inwoneraantal op 31 december

## Bezienswaardigheden
- De Sint-Laurentiuskerk

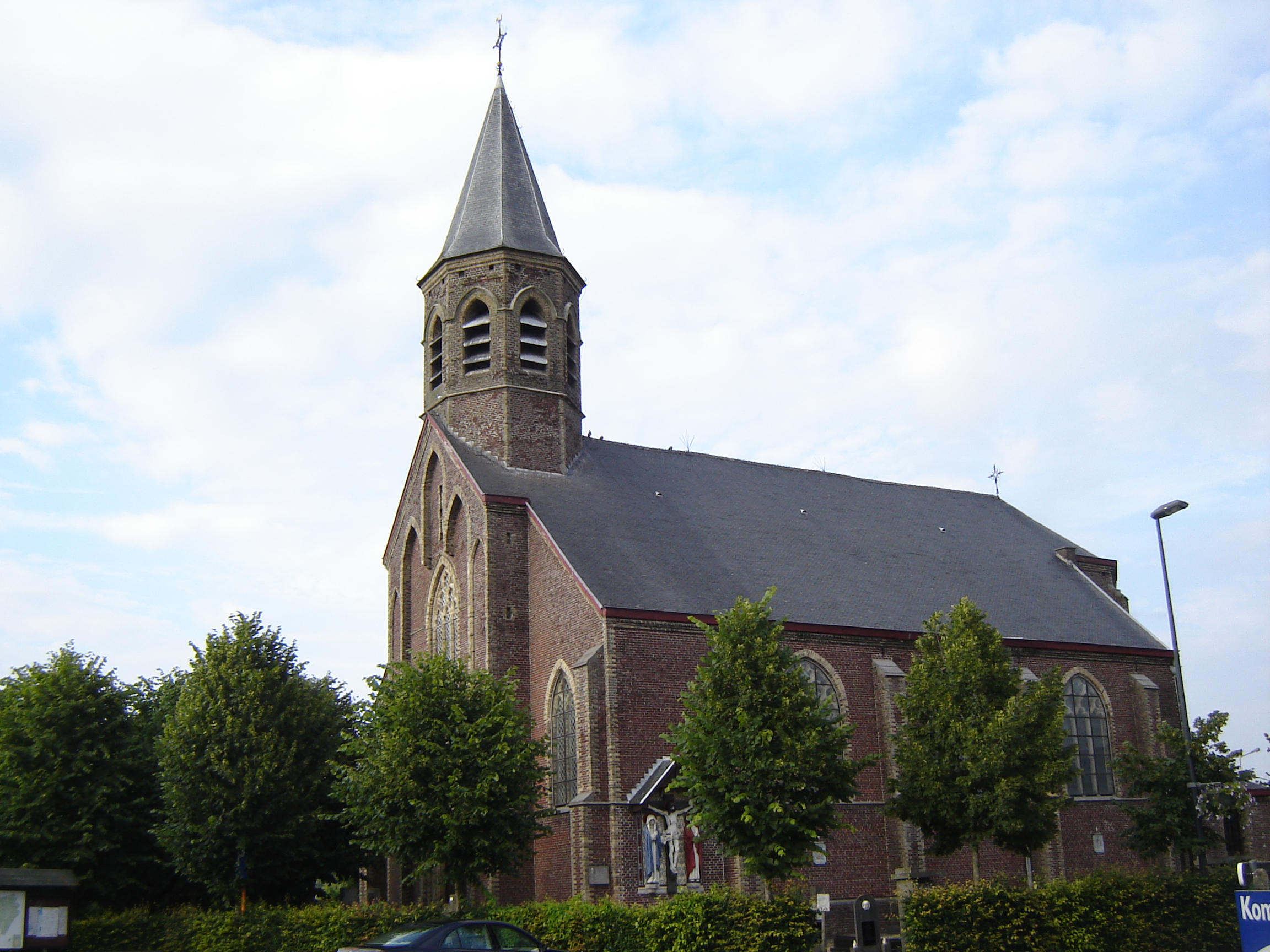
Sint-Laurentiuskerk
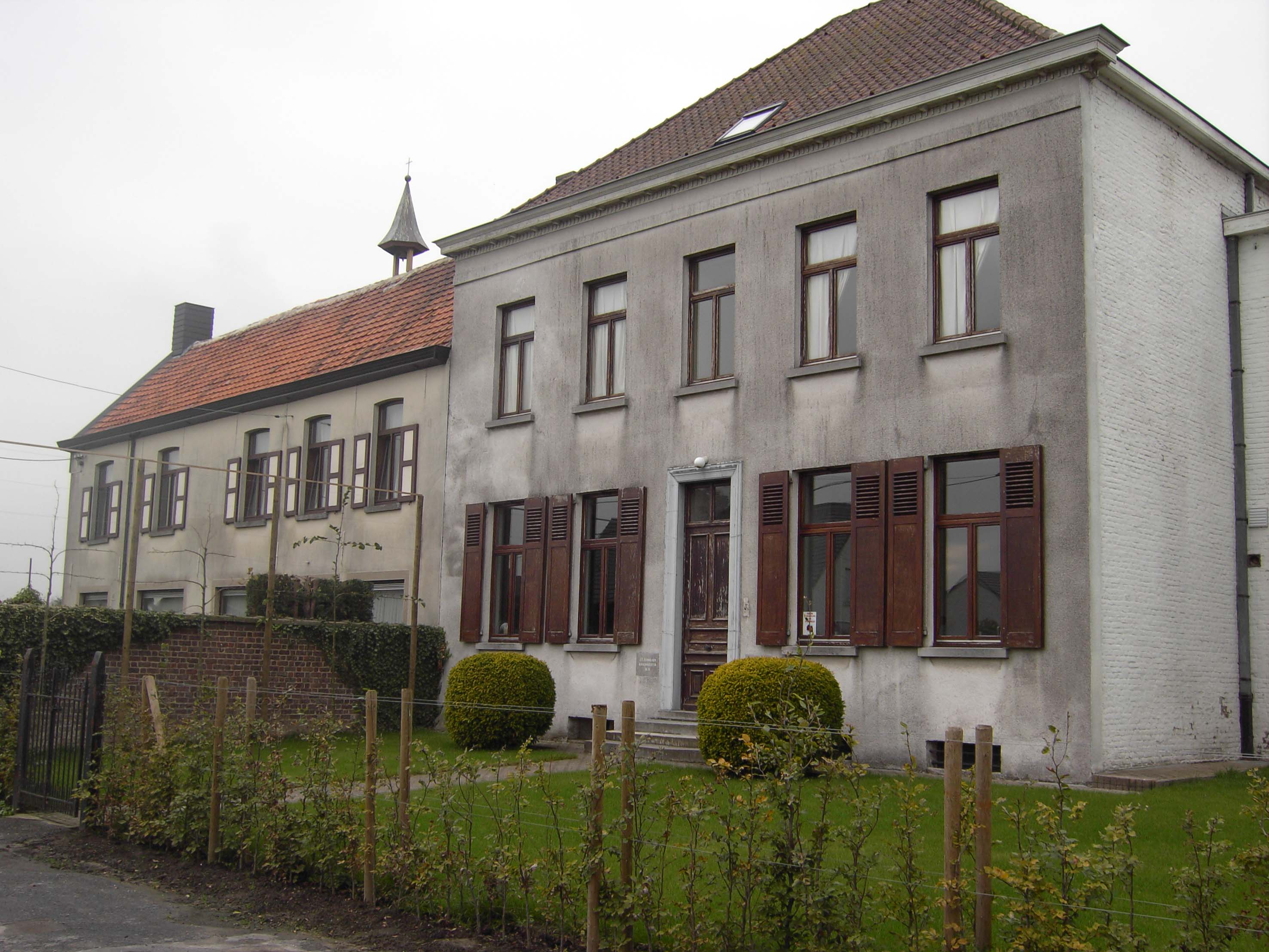
Voormalige school en pastorie

## Natuur en landschap
Poesele ligt in Zandig Vlaanderen op een hoogte van 10-15 meter. Ten zuiden van Poesele stroomt de Poekebeek en ten noorden de Kleine Beek of Neerschuurbeek.

## Sport
Voetbalclub FC Poesele is aangesloten bij de KBVB en speelt in de provinciale reeksen.

## Bekende inwoners
- Monika van Paemel (1945), auteur

## Nabijgelegen kernen
Lotenhulle, Nevele, Meigem, Vinkt